# Maszyna rotacyjna

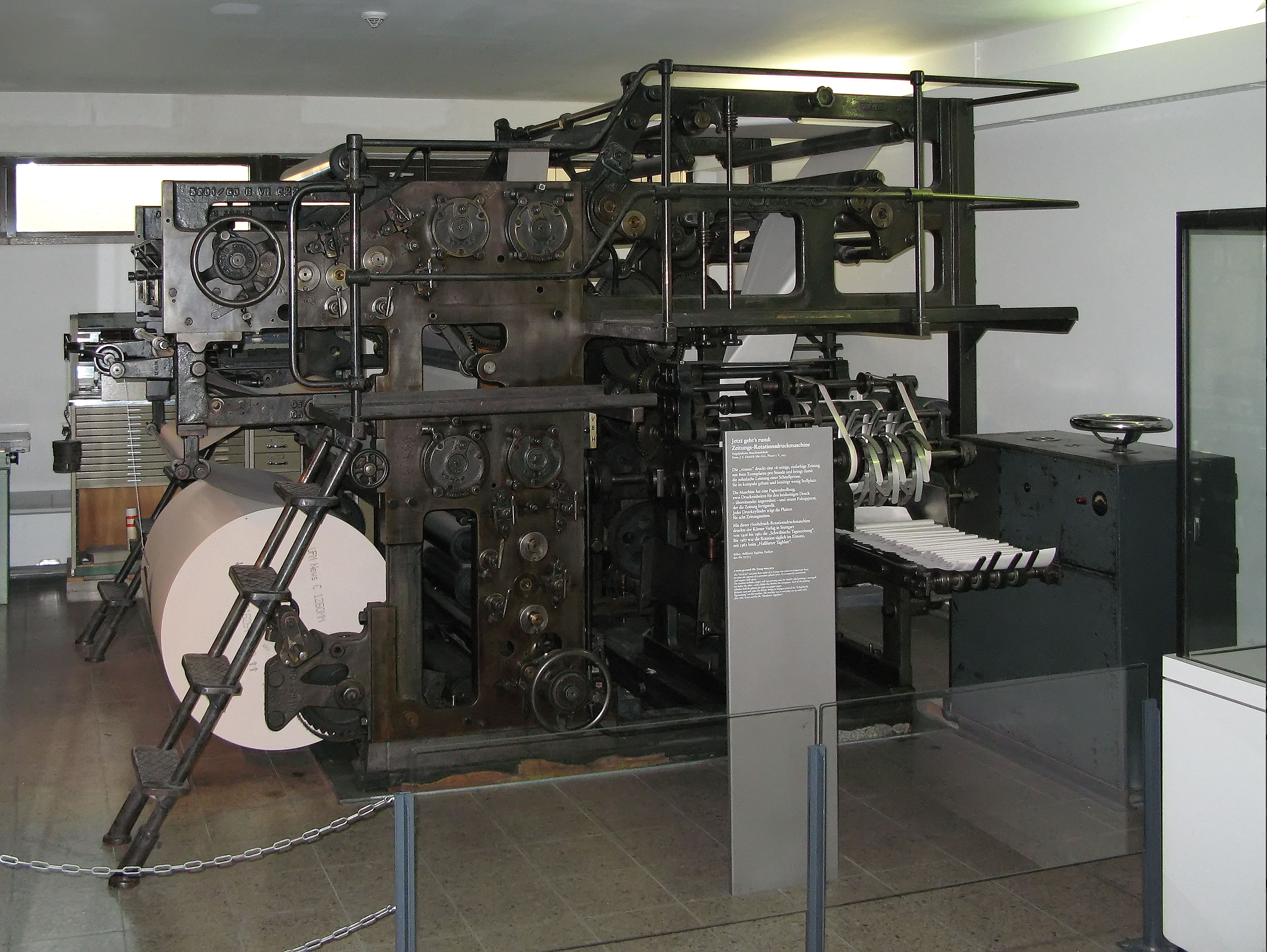
Maszyna rotacyjna

Maszyna rotacyjna, tzw. rotacja – maszyna drukarska, w której forma drukowa jest zaokrąglona (powierzchnie drukujące tej formy są położone na powierzchni walca).
W tego typu maszynie forma drukowa (w postaci tzw. "blachy") jest założona na cylinder drukowy (offset lub CtPress) lub jest wytrawiona bezpośrednio na samym cylindrze (rotograwiura), a cylinder ten obraca się (rotuje) jednostajne wokół swojej osi. Również inne ruchome elementy maszyny tego typu poruszają się w ten sam sposób, aczkolwiek niektóre z nich w odwrotnym kierunku.
Maszyny rotacyjne są maszynami wysokowydajnymi, gdyż podłoże drukowe przemieszcza się przez maszynę ze stałą prędkością i w jednym kierunku, przez co możliwe jest zarówno przemieszczanie się przez maszynę kilku arkuszy podłoża drukowego jednocześnie (maszyna arkuszowa) lub też stosowanie papieru rozwijanego z roli (maszyna zwojowa), jak również ustawianie w ramach jednej maszyny kilku kolejnych zespołów farbowych, co skutkuje możliwością druku wielokolorowego w jednym przelocie podłoża przez maszynę. Możliwy jest również druk dwustronny.
Przeciwieństwem maszyny rotacyjnej jest prostsza i tańsza, ale również mniej wydajna maszyna płaska z płasko ułożonymi elementami drukującymi formy drukowej.